# Achelia sheperdi
Achelia sheperdi är en havsspindelart som beskrevs av Stock, J.H. 1973. Achelia sheperdi ingår i släktet Achelia och familjen Ammotheidae. Inga underarter finns listade i Catalogue of Life.